# ステファニー・ジョーンズ
ステファニー・ジョーンズ（Stephanie Jones） は、オーストラリア出身のクラシック・ギター奏者。現在はドイツを拠点として活動している。

## 来歴
幼少期から音楽に興味を示し、ピアノやバイオリン、ヴィオラ、サックス、そしてフルート等多くの楽器を演奏した。
ウプサラ国際ギターフェスティバルコンペティションとハナバッハギターコンペティションで一等賞を受賞した。
2014年に第一級優等学位でオーストラリア国立大学を卒業し、同年、Young Virtuoso of the Year賞を受賞した。

## ディスコグラフィ

### CD
- Bach、the Fly、and Microphone（2009年）
- Color of Spain（2015年）